# Aledo (Illinois)
Aledo es una ciudad ubicada en el condado de Mercer en el estado estadounidense de Illinois. En el año 2010 tenía una población de 3613 habitantes y una densidad poblacional de 622 personas por km².

## Geografía
Aledo se encuentra ubicada en las coordenadas 41°12′1″N 90°45′0″O / 41.20028, -90.75000.

## Demografía
Según la Oficina del Censo en 2000 los ingresos medios por hogar en la localidad eran de $33,44, y los ingresos medios por familia eran $41,93. Los hombres tenían unos ingresos medios de $35,23 frente a los $21,27 para las mujeres. La renta per cápita para la localidad era de $18,49. Alrededor del 8,1% de la población estaban por debajo del umbral de pobreza.